# Эхо (скульптура)
Эхо (калм. Дуурин) — одна из уличных скульптур Элисты, Калмыкия. Находится на улице Ленина в начале местного «Арбата».

## История
Скульптурная композиция «Эхо» была открыта в начале июня 1996 года. Автором скульптуры является Н. Евсеева. Скульптура сделана из бронзы, высота скульптуры составляет 3,5 метров.

## Описание
Скульптура изображает джангарчи — исполнителя калмыцкого эпоса «Джангар», сидящего в характерной для джангарчи позе «сидя на коленях» (калм. өвдгләд) и играющего на калмыцком музыкальном инструменте разновидности домбры «хуура». Джангарчи нежно прижимает к сердцу домбру, которая в форме сквозного проёма символизирует единое звучание струн и исполнение эпоса «Джангар», являющегося душой калмыцкого народа. Домбра и эпос «Джангар» звучат как эхо калмыцкого народа на протяжении веков.